# Чемпионат Европы по хоккею с мячом
Чемпионат Европы по хоккею с мячом — первый и единственный чемпионат Европы по хоккею с мячом прошел в январе 1913 года в швейцарском городе Давос.

## Участники
В соревновании приняли участие сборные команды Австрии, Англии, Бельгии, Германии, Италии, Голландии, Франции и Швейцарии. Победителем турнира стала команда Англии.

## Итоговая таблица

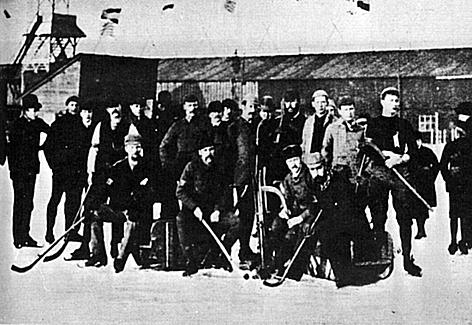
Сборная Англии — Чемпион Европы

## Пьедестал
| Медаль  | Сборная |
| Золото  | Англия  |
| Серебро |         |
| Бронза  |         |

## Критика
Среди историков и статистиков существует мнение, что турнир по хоккею с мячом в Давосе в 1913 году не проводился, а проходил в Санкт-Морице.